# G-Man

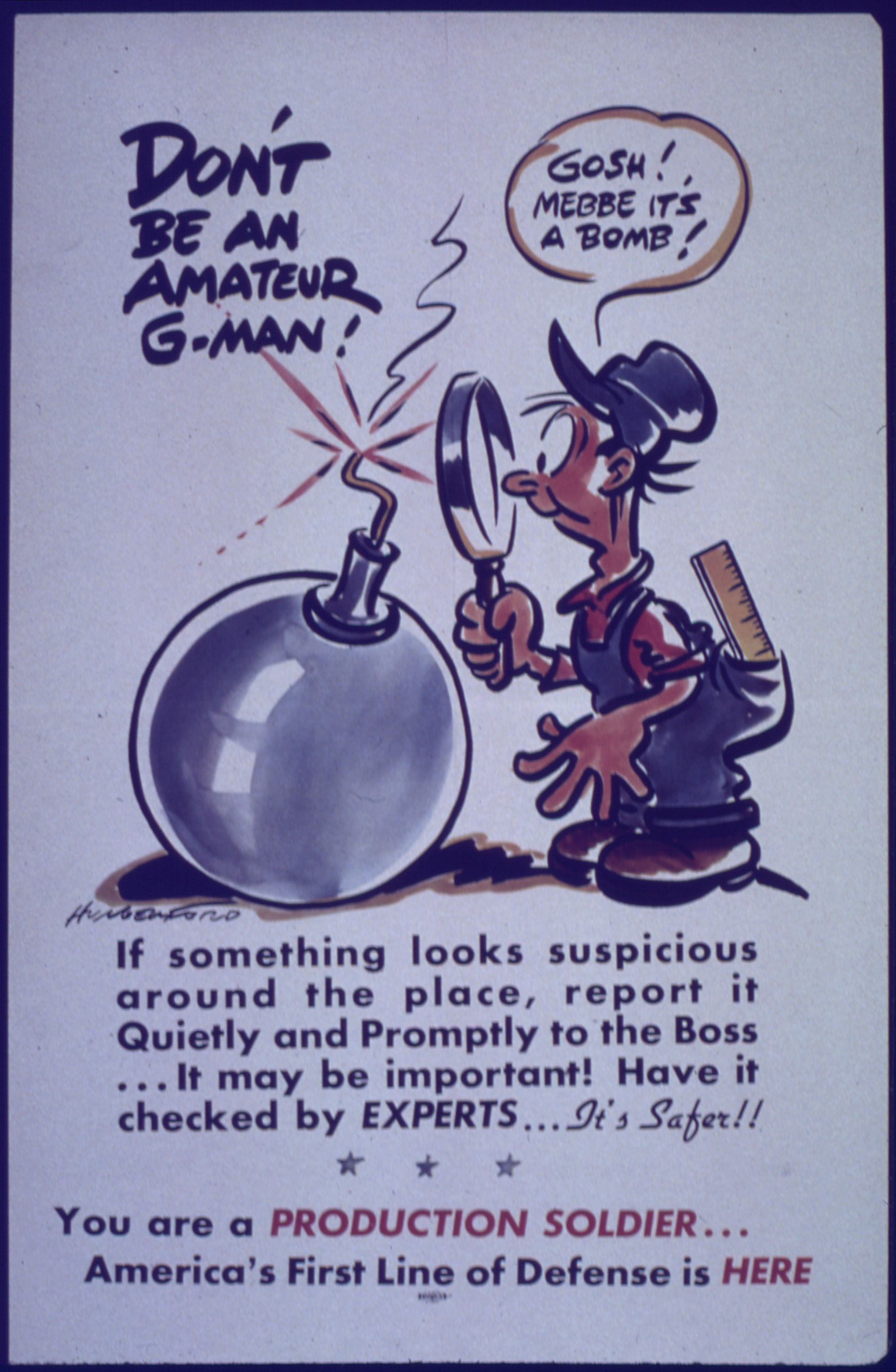
Propaganda militar estadounidense advirtiendo posibles servicios de inteligencia enemigos en el frente

El término G-Man es una expresión vulgar en la variedad estadounidense del idioma inglés, surge probablemente como una contracción de Government Man, es decir hombre del gobierno. Se utiliza con frecuencia para nombrar a los agentes especiales del gobierno de Estados Unidos. Especialmente como denominativo de los agentes del FBI y por extensión a todo aquel que por su apariencia parezca un empleado gubernamental: saco o chaqueta de vestir y pantalones negros, camisa blanca y corbata negra. 
De acuerdo al diccionario Merriam-Webster, su primer uso conocido en América fue en el año 1928. La cita más temprana que registra el Oxford English Dictionary para inglés americano es del año 1930 en el libro sobre Al Capone escrito por FD Pasley.
La frase puede haberse inspirado por su uso en Irlanda durante la Guerra irlandesa de independencia entre los años 1919 y 1921, para referirse a los miembros de la división G, una sección de la policía metropolitana de Dublín. La división G fue una fuerza encubierta de la policía con finalidad política, creada para tratar específicamente con los separatistas irlandeses durante la guerra.
En la mitología del FBI, el apodo surge durante el arresto del gánster George «Metralleta» Kelly llevado a cabo por agentes del Buró de Investigación, un antepasado del FBI, en septiembre de 1933. Encontrándose desarmado, Kelly supuestamente habría gritado «Don't shoot, G-Men! Don't shoot, G-Men!», es decir «¡No disparen, G-Men!, ¡No disparen G-Men!». Este evento ha sido dramatizado en la película del año 1959 The FBI Story, y existe una referencia a esta dramatización en el filme del año, J. Edgar. El encuentro con Kelly ha sido dramatizado en forma similar en el filme del año 1973 Dillinger.
Con la popularización del film noir y las historias de gánsteres durante los años 1940 y 1950, la expresión «G-Men» se convirtió en un término vulgar muy popular para el FBI.